# Бицзе
Бицзе́ (кит. упр. 毕节, пиньинь Bìjíe) — городской округ в провинции Гуйчжоу КНР.

## История
Эти места проживания национальных меньшинств долгое время управлялись местными вождями. После монгольского завоевания и образования империи Юань, и после свержения власти монголов при империи Мин здесь размещались имперские военные гарнизоны, но интеграция этих мест в общеимперскую структуру началась лишь во времена империи Цин.
В 1666 году были созданы Дадинская (大定府), Цяньсиская (黔西府) и Пинъюаньская (平远府) управы; также на землях, переданных из состава провинции Сычуань, была создана Вэйнинская управа (威宁府). В 1683 году Цяньсиская и Пинъюаньская управы были понижены в статусе до областей, и подчинены Дадинской управе. В 1687 году Дадинская управа тоже была понижена в статусе до области, и все три области были подчинены Вэйнинской управе. В 1729 году Вэйнинская управа была понижена в статусе до области, а Дадинская область наоборот вновь стала управой, которой и были подчинены Цяньсиская, Пинъюаньская и Вэйнинская области.
После Синьхайской революции в Китае была проведена реформа структуры административного деления, в ходе которой были упразднены области и управы, поэтому в 1913 году Дадинская управа и Цяньсиская, Пинъюаньская и Вэйнинская области были расформированы, а в местах пребывания их властей были созданы уезды Дадин (大定县), Цяньси, Пинъюань (平远县) и Вэйнин (威宁县). В 1914 году уезд Пинъюань был переименован в Чжицзинь.
В 1931 году из смежных территорий уездов Дадин, Чжицзинь и Ландай был создан уезд Наюн.
В 1941 году из смежных частей уездов Дадин и Цзуньи был создан уезд Цзиньша.
В 1942 году восточная часть уезда Вэйнин была выделена в отдельный уезд Хэчжан.
В 1950 году был создан Специальный район Бицзе (毕节专区), состоявший из 9 уездов.
11 ноября 1954 года уезд Вэйнин был преобразован в Вэйнин-И-Хуэйский автономный район уездного уровня (威宁彝族回族苗族自治区). В 1955 году Вэйнин-И-Хуэйский автономный район был преобразован в Вэйнин-И-Хуэйский автономный уезд.
В 1958 году уезд Дадин был переименован в Дафан.
В 1965 году из уезда Шуйчэн был выделен Горнодобывающий район Шуйчэн (水城矿区).
В 1970 году уезд Шуйчэн и Горнодобывающий район Шуйчэн были объединены в Особый район Шуйчэн (水城特区), который в декабре был передан в состав Округа Люпаньшуй (六盘水地区); в том же году Специальный район Бицзе был переименован в Округ Бицзе (毕节地区).
В 1994 году уезд Бицзе был преобразован в городской уезд.
Постановлением Госсовета КНР от 22 октября 2011 года были расформированы округ Бицзе и городской уезд Бицзе, и образован городской округ Бицзе; территория бывшего городского уезда Бицзе стала районом Цисингуань в его составе.

## Административно-территориальное деление
Городской округ Бицзе делится на 1 район, 6 уездов, 1 автономный уезд:
| Карта                                                                                        | Карта                                 | Карта                  | Карта                               | Карта            | Карта         |
| -------------------------------------------------------------------------------------------- | ------------------------------------- | ---------------------- | ----------------------------------- | ---------------- | ------------- |
| Цисингуань Дафан Цяньси Цзиньша Чжицзинь Наюн Вэйнин-И-Хуэй-Мяоский · автономный уезд Хэчжан |                                       |                        |                                     |                  |               |
| Статус                                                                                       | Название                              | Иероглифы              | Пиньинь                             | Население (2010) | Площадь (км²) |
| Район                                                                                        | Цисингуань                            | 七星关区               | Qīxīngguān qū                       |                  |               |
| Уезд                                                                                         | Дафан                                 | 大方县                 | Dàfāng xiàn                         |                  |               |
| Уезд                                                                                         | Цяньси                                | 黔西县                 | Qiánxī xiàn                         |                  |               |
| Уезд                                                                                         | Цзиньша                               | 金沙县                 | Jīnshā xiàn                         |                  |               |
| Уезд                                                                                         | Чжицзинь                              | 织金县                 | Zhījīn xiàn                         |                  |               |
| Уезд                                                                                         | Наюн                                  | 纳雍县                 | Nàyōng xiàn                         |                  |               |
| Уезд                                                                                         | Хэчжан                                | 赫章县                 | Hèzhāng xiàn                        |                  |               |
| Вэйнин-И-Хуэй-Мяоский автономный уезд                                                        | Вэйнин-И-Хуэй-Мяоский автономный уезд | 威宁彝族回族苗族自治县 | Wēiníng Yízú Huízú Miáozú zìzhìxiàn |                  |               |

## Экономика
Посёлок Чахэ является крупным центром тепличного цветоводства.

## Археология и палеоантропология
- В известняковой пещере в Бицзе в донных отложениях подземной реки обнаружены три человеческих зуба, похожих на зубы современных людей. Они были захоронены в пещере в промежуток между 112 000 и 178 000 лет назад[3][4].
- В пещере у деревни Янькун обнаружили останки ребёнка возрастом до двух лет, жившего ок. 11 тыс. лет назад[5].
- В пещере Баэръянь (Baeryan Cave) найдены зубы гигантопитека вида Gigantopithecus blacki[6].
- В пещере Гуаньиньдун (Guanyindong Cave) найдены каменные орудия возрастом от 80 до 170 тыс. лет назад, имеющие сходные черты с индустрией леваллуа[7].

## Города-побратимы
- Звенигород, Россия (с 2016 года)[8]